# 川壙高原
川壙高原，又稱鎮寧高原，是位於老撾北部的高原，以崎嶇的岩溶地貌為主，有大量的河流，洞穴和瀑布。其位於瑯勃拉邦山脈和安南山脈之間的将寮国与泰國、越南分開。高原的主要由砂岩和石灰石構成，高度在2000米到2800米之間:23。